# Cirrothauma murrayi
Cirrothauma murrayi  (лат.) — вид глубоководных осьминогов семейства Cirroteuthidae.
Этот вид широко распространён в Северном Ледовитом океане, на западе и северо-западе в Атлантике, а также на северо-западе и юго-востоке в Тихом океане.
Обитает на глубине от 22 до 4830 м, при температуре воды от 1,7 до 4 ° C и солёности 34,7—35 ‰. Это единственный слепой головоногий моллюск. Его глаза лишены хрусталика и погружены глубоко в желатиновую ткань головы. Тем не менее, они могут чувствовать свет как простой фоторецептор, однако не могут формировать образы.
Карл Хун описал этот вид в 1911 году и назвал его в честь океанографа Джона Меррея (1841—1914), экспедиция которого впервые обнаружила этого осьминога в 1910 году.